# Got-djent.com
Got-djent.com ist eine Online-Plattform, welche 2009 von dem Belgier Sander Dieleman gegründet wurde. Sie leistete einen wichtigen Beitrag zur Djent-Bewegung und stellt heutzutage für die Anhänger der Szene eine der wichtigsten Kommunikationsmöglichkeiten dar.
Der Idee zum Namen stammte von einem Merchandise-Artikel der Band Periphery in Form eines T-Shirts auf dem auf Brusthöhe der Slogan „got djent?“ geschrieben war.

## Allgemein
Die Seite erlaubt es registrierten Nutzern neue Inhalte zu posten, welche nach der Überprüfung von einigen wenigen Moderatoren veröffentlicht werden. Zudem besteht eine Kommentarfunktion mithilfe registrierte Nutzer zu jedem Beitrag ihre Meinung hinterlassen können. Für jede Band aus der Bewegung wird eigens ein Profil angelegt, wo sich Fans der Band als solche eintragen lassen können. Anhand dieser Informationen veröffentlicht das Portal in unregelmäßigen Abständen die „Map of Djent“, welche nach einem bestimmten Algorithmus angelegt wird und einen Überblick darüber verschaffen soll, in welche Richtung sich die Szene entwickelt. Die Online-Plattform finanziert sich ausschließlich durch Spenden und verzichtet vorerst auf Werbung, soweit dies die Finanzierung der Seite zulässt.
Neben der Website existiert auch ein YouTube-Kanal, auf welchem vor allem Interviews und Vorschauen für kommende Veröffentlichungen hochgeladen werden. Vor jedem Video wird ein Intro gespielt, dessen Musik von Aurélien Perreira, dem Gitarristen der Band Uneven Structure, komponiert wurde und allgemein als Djingle bekannt ist.

## Geschichte
Die Idee zu der Seite entstand Ende 2009 von einigen Benutzern der Djent-Gruppe des Internetportals Last.fm. Ziel der Seite sollte es sein, eine Online-Community zu gründen, die den Benutzern das Austauschen von neuer Musik aus der Bewegung vereinfachen sollte. Infolgedessen gründete der ehemalige Student an der Universität Gent und Programmierer Sander Dieleman, welcher häufig unter dem Benutzernamen „benanne“ auftritt, am 18. November 2009 die Website mit einigen Freunden. Im Laufe der Zeit entwickelte sich aus dem Hobbyprojekt ein fester Bestandteil der Djent-Szene, welches diese über die Jahre zusammengeführt hat. Seit 2011 findet jährlich in Kooperation mit dem Euroblast Festival ein Bandcontest statt, dessen Gewinner auf dem Festival spielen dürfen.

## Verkehr
Die Seite erzielt nach eigenen Aussagen innerhalb eines Monats mehr als eine halbe Million Aufrufe. Auf Alexa belegt die Seite im März 2013 im weltweiten Vergleich Rang 222.260.